# ساری-یلگا
ساری-یلگا (انگلیسی: Sary-Yelga) یک شهرک در شهرستان استرلیباشفسکی استان باشقیرستان کشور روسیه است.